# An American Prayer
An American Prayer (англ. Американська молитва) — дев'ятий і останній студійний альбом американського рок-гурту The Doors. Видання побачило світ  в листопаді 1978 року. Третій альбом, записаний по смерті Джима Моррісона — вокаліста і лідера гурту. Це видання вміщує в себе поетичний доробок Джима Моррісона, а також історії поеми і вірші, під які було написано музичний супровід.

## Список композицій
Джим Моррісон — тексти, поезія і розповіді; музика Рэй Манзарек, Роббі Крігер, Джон Денсмор (і Джим Моррісон).

### Вінілове видання
Перший бік
1. «Awake» (Прокинься) — 0:36
2. «Ghost Song» (Пісня Привидів) — 4:13
3. «Dawn's Highway / Newborn Awakening»(Світанкове шосе) — 3:48
4. «To Come of Age» (Дорослішання) — 1:02
5. «Black Polished Chrome / Latino Chrome» (Блискучій чорний хром) — 3:22
6. «Angels and Sailors / Stoned Immaculate» (Янголи і моряки)– 4:20
7. «The Movie» (Фільм)– 1:36

Другий бік
1. «Curses, Invocations» (Прокляття мольби) — 1:58
2. «American Night» (Американська ніч)– 0:29
3. «Roadhouse Blues» (Блюз придорожнього шосе) — 6:59
4. «Lament» (Скорбота) — 2:19
5. «The Hitchhiker» (Мандруючи автостопом) — 2:16
6. «An American Prayer» (Американська молитва) — 6:53
7. «The End» (Кінець)
8. «Albinoni: Adagio»

## Перевидання 1995 року
Awake
1. «Awake» — 0:36
2. «Ghost Song» (edit) — 2:50
3. «Dawn's Highway» — 1:21
4. «Newborn Awakening» — 2:26

To Come of Age
1. «To Come of Age» — 1:01
2. «Black Polished Chrome» — 1:07
3. «Latino Chrome» — 2:14
4. «Angels and Sailors» — 2:46
5. «Stoned Immaculate» — 1:33

The Poet's Dream
1. «The Movie» — 1:35
2. «Curses, Invocations» — 1:57

World on Fire
1. «American Night» — 0:28
2. «Roadhouse Blues» — 5:53
3. «The World On Fire» — 1:06
4. «Lament» — 2:18
5. «The Hitchhiker» — 2:15

An American Prayer
1. «An American Prayer» — 3:04
2. «Hour For Magic» — 1:17
3. «Freedom Exists» — 0:20
4. «A Feast Of Friends» — 2:10

Bonus tracks
1. «Babylon Fading» — 1:40
2. «Bird Of Prey» — 1:03
3. «The Ghost Song» (Extended Version) — 5:16

## Музиканти
- Джим Моррісон — декламація, вокал (посмертне видання записів, зроблених у 1970 році)
- Рэй Манзарек — вокал, клавішні.
- Роббі Крігер — вокал, гітара.
- Джон Денсмор — ударні.

запрошені музыканти
- Рейнол Андино — перкусія
- Боб Глоб — бас-гітара в «Albinoni — Adagio»
- Джеррі Шефф — бас-гітара

## В роботі над альбомом також брали участь
- Продюсер — Джон Денсмор, Роббі Крігер, Рей Манзарек, Джон Хейні, Франк Ліскіандро
- Аистент продюсера — Пой Блейк
- Інженер — Пол  Блейк, Брук Ботнік, Чак Діаміко, Пол Феррара, Рон Гаретт, Джон Хейні, Бейб Гілл, *Джеймс Леднер, Франк Ліскіандро, Рік Рекконен, Фрітс Р, Джон Вейвер
- Асистент інженера — Пол  Блейк
- Директори — Джон Денсмор, Роббі Крігер, Рей Манзарек, Френк Ліскіандро
- Мастеринг — Берні Гроундмен
- Перевидання — Брук Ботнік, Пол Ротшильд
- Програмна обробка записів — Артур Барров в «The Movie»
- Арт директор — Рон Корро, Джон Лі, Джон Ван Хамерсвелд
- Дизайн обкладинки — Джим Моррісон
- Фотографи — Джоель Бродскі, Пол Феррара, Арт Кейн, Едмунд Теска, Френк Ліскіандро